# Et hul i himlen - når mor og far er i fængsel
Et hul i himlen - når mor og far er i fængsel er en dansk dokumentarfilm fra 2008, der er instrueret af Dorte Høeg Brask.

## Handling
Filmen følger Alex, Camilla og Cherie, tre unge, der alle har en mor eller far i fængsel. Den indfanger deres venten og frustrationer og til tider dramatiske møder med fængsler og forældre i løbet af et år. Men den viser også, hvordan de forsoner sig med savnet og svigtet og får en hverdag op og stå.